# Erica (nome)
Erica  è un nome proprio di persona italiano femminile.

## Varianti
- Femminili: Erika
- Maschili: Erico

### Varianti in altre lingue
- Ceco: Erika[1]
- Croato: Erika[1]
- Danese: Erika[1]
- Finlandese: Eerika[1], Erika[1]
- Inglese: Erica[1], Ericka[1], Erykah[1], Erika[2]
- Norvegese: Erika[1]
- Portoghese: Érica[1]
- Sloveno: Erika[1]
- Svedese: Erika[1], Erica[1]
- Tedesco: Erika[1]
- Ungherese: Erika[1]

## Origine e diffusione

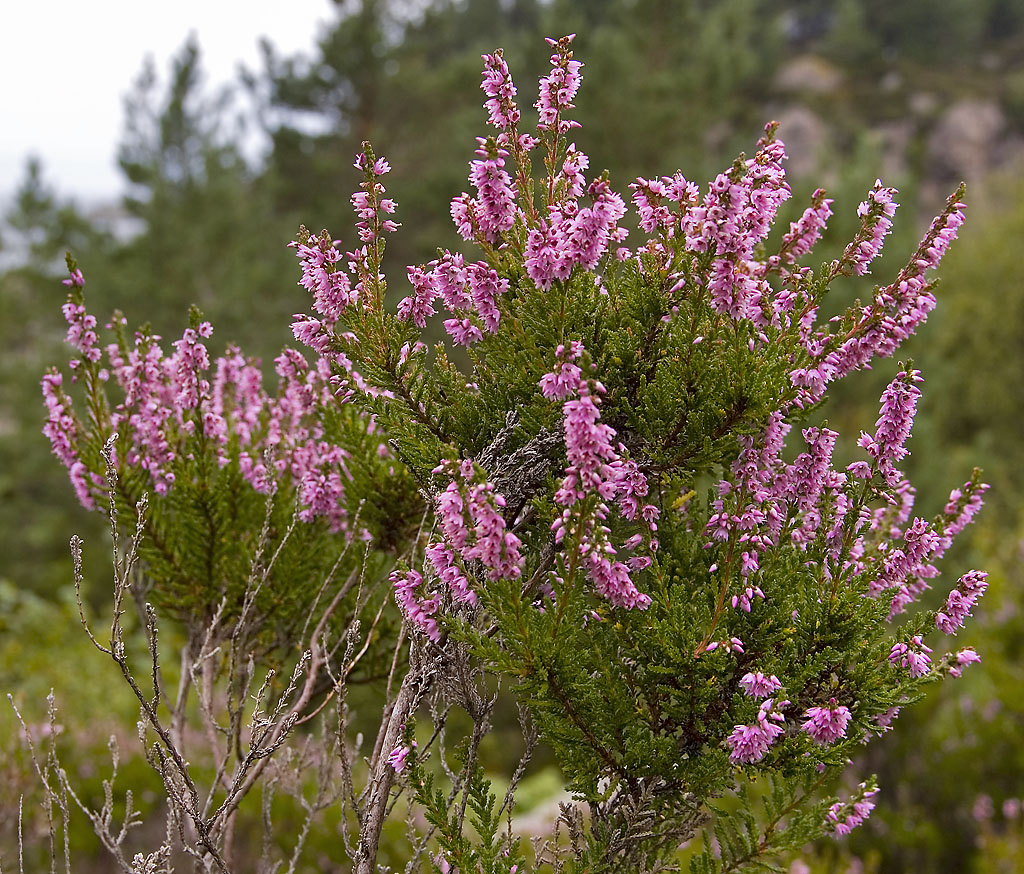
Fiori di erica (più propriamente "brugo", Calluna vulgaris)

Si tratta della forma femminile del nome Eric, originatasi nel XVIII secolo; Eric deriva dal norreno Eiríkr, che è composto da due elementi, di cui il secondo è certamente ríkr (o rik, "capo", "signore"), mentre l'identificazione del primo è dubbia: viene ricondotto talvolta ad ei ("sempre"), talaltra ad aiza ("onore"), quindi il significato viene interpretato, a seconda, con "capo per sempre", "che regna per sempre" o "capo onorato".
Va specificato che, come nome italiano, Erica ha propriamente la sua forma maschile nel nome "Erico", che però conosce una ben scarsa diffusione in Italia (anche se sono entrambi in uso, la proporzione è di 14:1). Inoltre si registra, come forestierismo, anche l'uso della forma Erika.
Infine, va detto che questo nome coincide con quello dell'erica, cosa che ne ha aiutato la diffusione. Il nome di questa pianta deriva, tramite il latino erica, dal greco ἐρείκη (ereike), sempre indicante la pianta. L'uso del nome Erica in riferimento al fiore è in linea con quello di molti altri nomi di ispirazione simile, quali Margherita, Viola e Rosa.
Può essere anche un nome di origine giapponese, di etimologia non correlata a quello occidentale e il cui significato dipende dai Kanji usati. Però, comunemente, il nome Erika in Giappone è scritto in katakana per somiglianza con il nome occidentale.

## Onomastico
L'onomastico si festeggia lo stesso giorno della forma maschile, cioè il 18 maggio in memoria di sant'Erik IX di Svezia, martire ad Uppsala, oppure il 10 agosto in occasione di sant'Eric IV di Danimarca, re e martire. Siccome entrambi questi santi hanno il nome Erik di origine occidentale (e scritto in katakana), il nome giapponese Erika scritto in kanji è adespota.

## Persone
- Erica Alfridi, atleta italiana
- Erica Banchi, attrice italiana

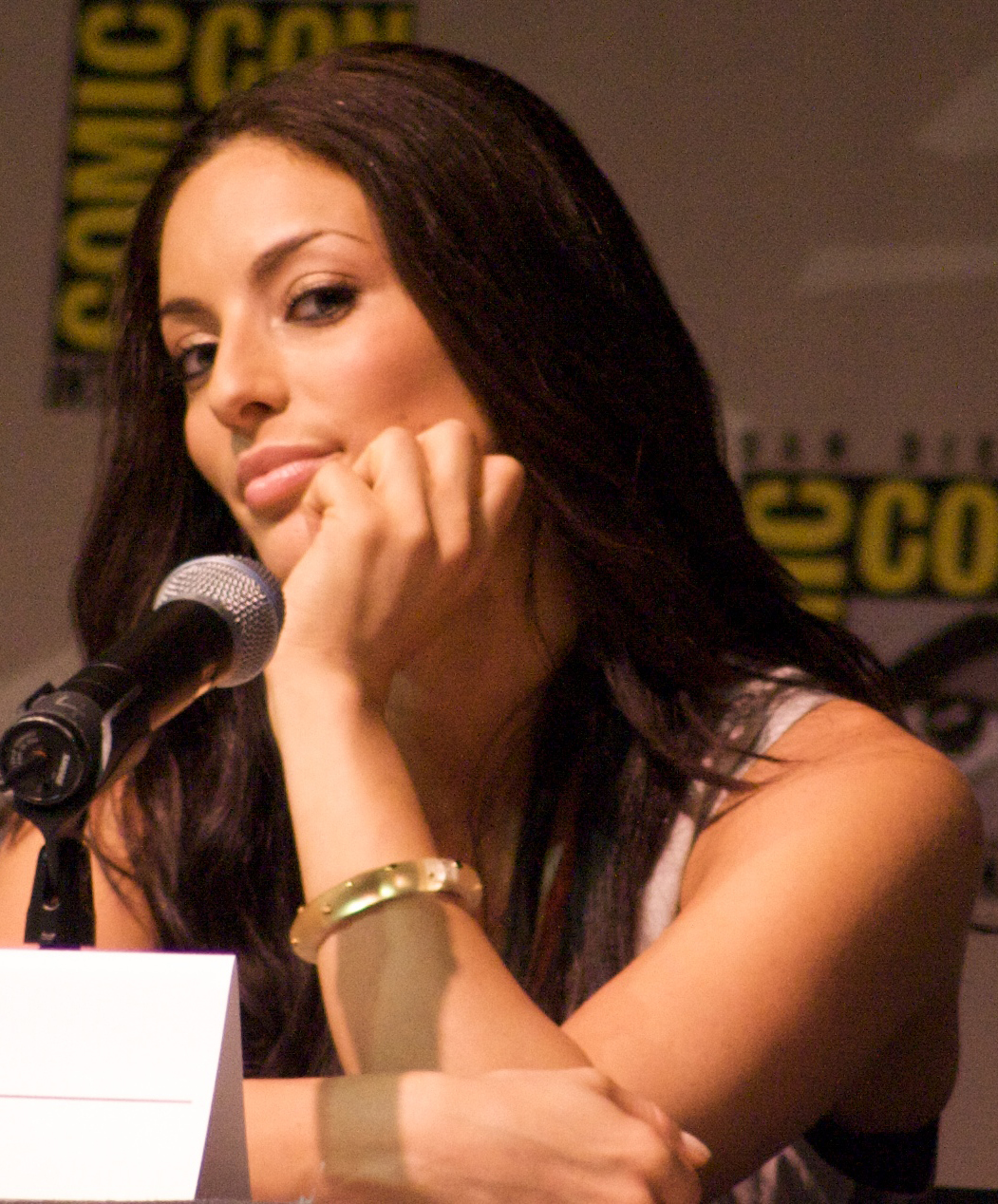
Erica Cerra

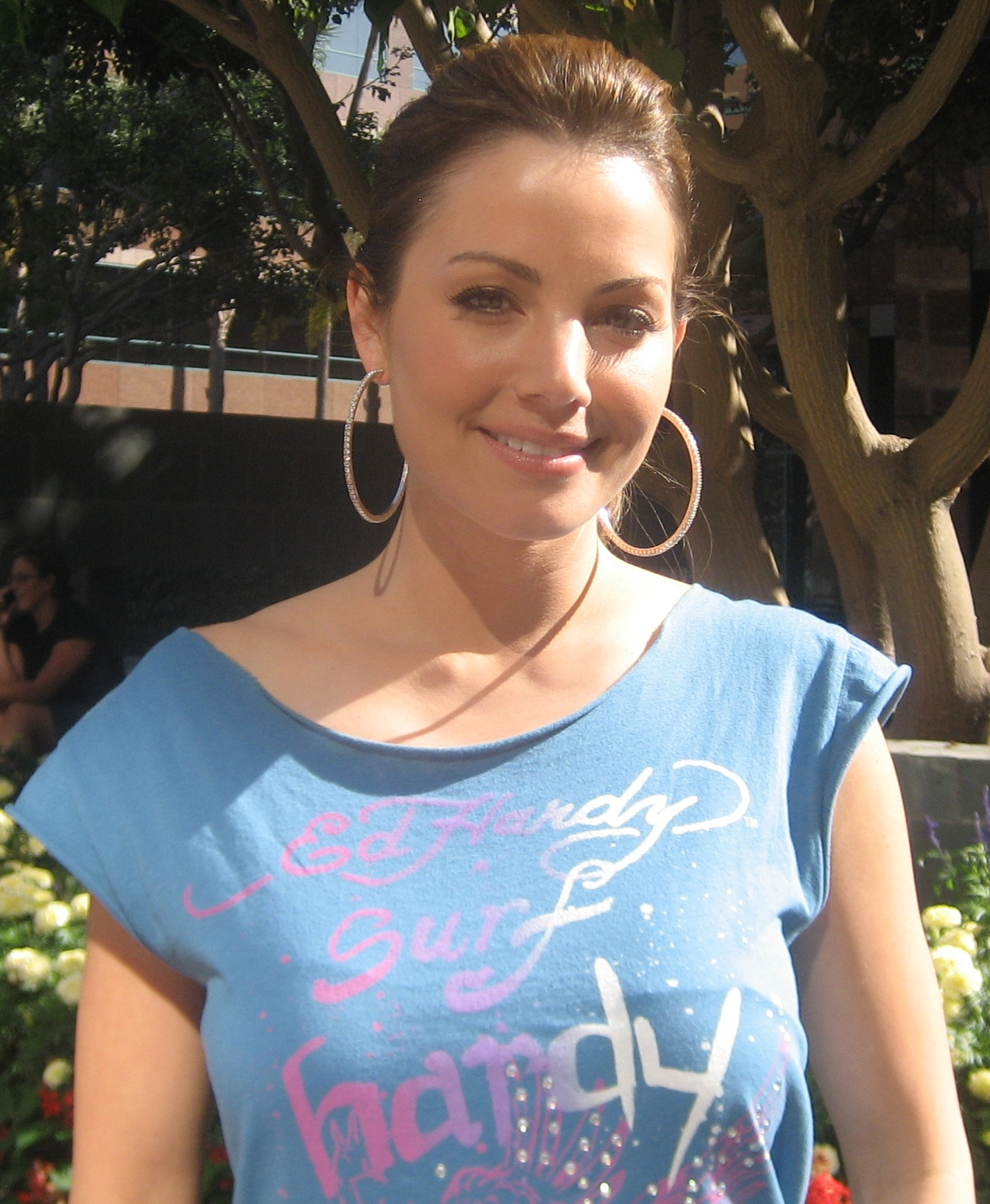
Erica Durance

- Erica Campbell, modella statunitense
- Erica Caracciolo, cestista italiana
- Erica Carlson, attrice svedese
- Erica Cerra, attrice canadese
- Erica Dasher, attrice statunitense
- Erica Durance, attrice canadese
- Erica Ellyson, modella e attrice softcore statunitense
- Erica Gavin, attrice e stilista statunitense
- Erica Gimpel, attrice statunitense
- Erica Jong, scrittrice, saggista, poetessa ed educatrice statunitense
- Erica Leerhsen, attrice statunitense
- Erica Lillegg, scrittrice austriaca
- Erica Mou, cantautrice italiana
- Erica Necci, doppiatrice italiana
- Erica Rossi, atleta italiana
- Erica Terpstra, nuotatrice e politica olandese
- Erica Vietti, pallavolista italiana
- Erica Yohn, attrice e doppiatrice statunitense

### Variante Erika

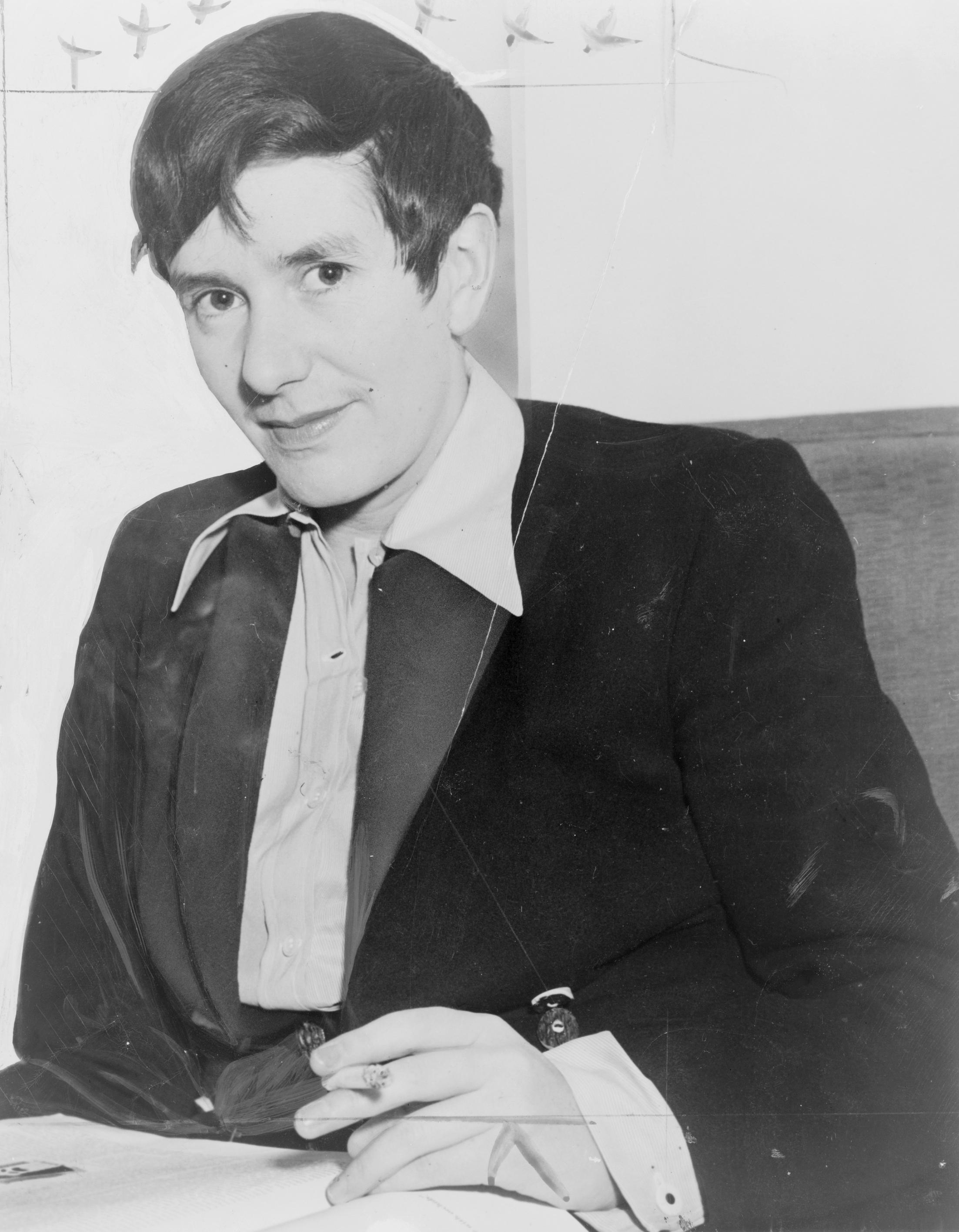
Erika Mann

- Erika Alexander, attrice statunitense
- Erika M. Anderson, cantautrice statunitense
- Erika Araki, pallavolista giapponese
- Erika Blanc, attrice italiana
- Erika Eleniak, modella e attrice statunitense
- Erika Fasana, ginnasta italiana
- Erika Giovanna Klien, pittrice e pedagoga austriaca naturalizzata statunitense
- Erika Mann, saggista, scrittrice e antifascista tedesca
- Erika Miklósa, soprano ungherese
- Erika Sandri, attrice italiana
- Erika Sawajiri, attrice, modella e cantante giapponese
- Erika Schinegger, sciatrice alpina austriaca

### Altre varianti
- Erykah Badu, cantautrice statunitense
- Ericka Dunlap, modella statunitense
- Ericka Lorenz, pallanuotista statunitense

## Il nome nelle arti
- Erika è un personaggio della serie Pokémon.
- Erika è un personaggio dell'omonimo film del 1971 diretto da Filippo Walter Ratti.
- Erika è una delle protagoniste del cartone animato Barbie - La principessa e la povera.
- Erika è una celebre marcia tedesca utilizzata negli anni trenta-quaranta.
- Erica Hahn è un personaggio della serie televisiva Grey's Anatomy.
- Erica Reyes è un personaggio della serie televisiva Teen Wolf.
- Erica Strange è la protagonista della serie TV canadese Being Erica.